# Liste der Biografien/Trt
Liste der Biografien |
Portal Biografien |
Personensuche
# |
A |
B |
C |
D |
E |
F |
G |
H |
I |
J |
K |
L |
M |
N |
O |
P |
Q |
R |
S |
T |
U |
V |
W |
X |
Y |
Z |
?
 
Ta |
Tc |
Te |
Tf |
Tg |
Th |
Ti |
Tj |
Tk |
Tl |
Tm |
To |
Tq |
Tr |
Ts |
Tu |
Tv |
Tw |
Tx |
Ty |
Tz
 
Tra |
Trb |
Trc |
Trd |
Tre |
Trg |
Trh |
Tri |
Trj |
Trk |
Trm |
Trn |
Tro |
Trp |
Trs |
Trt |
Tru |
Try |
Trz
Die Liste der Biografien führt alle Personen auf, die in der deutschsprachigen Wikipedia einen Artikel haben. Dieses ist eine Teilliste mit 5 Einträgen von Personen, deren Namen mit den Buchstaben „Trt“ beginnt.

## Trt

### Trta
- Trtanj, Ivan (* 1945), deutscher Kunsthandwerker

### Trti
- Trtík, Rastislav (1961–2024), tschechischer Handballtrainer

### Trto
- Trtovac, Armin (* 1997), deutsch-serbischer Basketballspieler
- Trtovac, Jasmin (* 1986), serbischer Fußballspieler
- Trtovac, Selman (* 1970), bildender Künstler